# Lukas Raeder
Lukas Raeder (Essen, 30 december 1993) is een Duits voetballer die als doelman speelt.

## Clubcarrière
Bayern München haalde Raeder in 2012 weg bij Schalke 04. Bij Bayern werd hij derde doelman na Manuel Neuer en Tom Starke. Op 12 april 2014 debuteerde hij in de Bundesliga tegen Borussia Dortmund. Hij viel tijdens de rust in voor Neuer. Dortmund won met 0-3 na doelpunten van Henrich Mchitarjan, Marco Reus en Jonas Hofmann. De laatste twee doelpunten vielen in de tweede helft.